# جواد بن حسين الرمضان
جواد بن حسين بن محمد الرمضان من مواليد الأحساء عام 1355 هـ، أحد الباحثين الذين رصدوا تاريخ الأحساء، وهو ممن كان لهم إسهام كبير في حفظ شيء من تراث الأحساء، وهو أحد أعضاء مجلس إدارة نادي المنطقة الشرقية الأدبي. وهو كاتب ومؤرخ وأديب.

## مهنته
كان يعمل والده الحاج حسين بن محمد الرمضان في خياطة البشوت والعباءات وقد ورث هذه المهنة عن والده عن جده، وجده درس بعض الدراسات الحوزوية ومنها المقدمات ولكن بعد موت والده انطوى على نفسه واتجه إلى الخياطة وترك العلم، فخياطة البشوت أو المشالح في أسرة الرمضان متوارثة من أربعة أجيال كما أن أسرة آل رمضان من الأسر العلمية البارزة في الخليج عامة وفي الأحساء والبحرين والقطيف وهي تنتسب إلى الشيخ رمضان وهو من علماء القرن العاشر الهجري وخرجت من الأسرة جماعة وأجيالا من العلماء والأدباء والشعراء. وقد تعلم مؤرخنا مهنة خياطة البشوت ومفردها البشت في البحرين وأتقنها في سوريا. وطلب الرزق لم يمنعه من طلب العلم والدراسة.

## تعليمه
وقفت الظروف أمام المؤرخ جواد الرمضان ضده في الحصول على شهادة المرحلة المتوسطة بسبب تنقله وسفره بين الأحساء والبحرين وسوريا، ورغبة إخوانه في أن يتعلم مهنة أبيه وأجداده وهي مهنة خياطة البشوت. وقد ختم القرآن الكريم على يد ملا صالح بن عبد الله العامر تعلى قبل التحاقه بالتعليم النظامي. وفي البحرين التحق بالمدارس الليلية في جمعية الصادق وهذه الجمعية كانت تعرف في السابق بنادي العروبة، وفي هذه الجمعية درس الحساب واللغة الإنجليزية والمطالعة وتعلم الخط العربي، ولكن لم يعط شهادة على دراسته، وأيضاً في مدرسة أخرى درس اللغة الإنجليزية في منزل السيد رضي الموسوي، وأيضا درست اللغة الفارسية.
حصل على الابتدائية في سوريا وأكمل دراسته النظامية هناك حتى السنة الثالثة المتوسطة ولم يكملها بسبب انتقاله إلى الأحساء. ولم يستطع إكمال الكفاءة في الأحساء بسبب أن عمره أكبر من السن المسموح به للالتحاق بالمدرسة المتوسطة، فضاع حلمه للالتحاق بالمعهد العلمي في الهفوف. فقرر التوجه إلى البحث في التراث، بالإضافة إلى العمل في خياطة البشوت والتجارة فيها.

## جمعية المؤرخ الرمضان
جمعية نسبة إلى يوم الجمعة، حيث يفتح المؤرخ جواد الرمضان مجلسه المبارك في حي اليحيى بالهفوف من الساعة التاسعة صباحًا إلى الساعة الحادية عشر صباحًا من كل يوم جمعة. حيث يلتقي عنده الباحثون من طلبة العلوم الدينية، والأدباء، والشعراء، والمؤرخين، والمهتمين بتحقيق التراث والأنساب. ورواد مجلسه معظمهم من الخليجيين: من الأحساء، والدمام، والقطيف، والكويت، والبحرين، وقطر، «سنة وشيعة». ويأتي الباحثون إلى مجلسه المبارك لينهلوا من علمه ومعرفته بكل ما يتعلق بتراث وتأريخ الأحساء وما جاورها من الحواضر الخليجية، ويأتون إليه إما ليسألوه عن معلومة أو يتحققوا من معلومة، أو يطلعوه على نتاجهم العلمي والفكري من بحوث وكتب في كثير من المجالات.

## مؤلفاته[4]
1- مطلع البدرين في تراجم علماء وأدباء الأحساء والقطيف والبحرين، 12 جزء.

2- أعلام الأحساء في العلم والأدب لسبعة قرون من سنة 800 هجرية، 3 أجزاء.

3- صحيح الأثر في تاريخ هجر.

4- قلائد الجمال في تراجم مشائخ آل رمضان.

5- المغانم في تراجم آل أبي المكارم.

6- أنساب الأحسائيين.

7- كشكول أدبي، 4 أجزاء.

8- ديوان أحسائيات.

## وفاته
توفي المؤرخ جواد بن حسين الرمضان يوم الأربعاء 27 شوال 1439هـ عن عمر ناهز 84 عامًأ إثر عارض صحي ألم به، وكان بمستشفى الأمير سعود بن جلوي في الأحساء.

## وصلات خارجية
- بالصور… حفل تكريمي للمؤرخ الشيخ جواد بن حسين الرمضان
- وفاة أكبر مؤرخ في الجزيرة العربية
- بالصور.. حفل تأبين ”شيخ المؤرخين“ يضج بالشعر والأدب والحضور